# Carl Behnk
Die Carl Behnk war ein Motorrettungsboot der Deutschen Gesellschaft zur Rettung Schiffbrüchiger (DGzRS).

## Stationierung
Zwischen 1944 und dem 27. März 1951 war es auf der Station Westerland/Sylt im Dienst. Anschließend erfolgte seine Verlegung zur Station Burgstaaken/Burgtiefe vom 29. Juni 1951 bis 1963. Zuletzt war es im Zeitraum 14. Mai 1963 bis 1969 in Horumersiel stationiert. Nach ihrer Außerdienststellung im März 1969 wurde die Carl Behnk an einen privaten Eigentümer verkauft.

## Technische Daten
Das im Jahr 1944 von der Lürssen-Werft in Bremen-Vegesack gebaute 10 Meter lange und 2,80 Meter breite Schiff verfügte über einen Mahagoni-Rumpf. Der Tiefgang der mit einer 60 PS-Maschinen ausgestatteten Carl Behnk, die eine Höchstgeschwindigkeit von 8 Knoten hatte, lag bei 0,70 Meter. Der Name des Schiffs geht auf die die DGzRS mit einem Vermächtnis unterstützende Carl-Behnk-Stiftung zurück.